# Boy Story
Boy Story (kinesiska: 男孩的故事)är ett kinesiskt pojkband bildat år 2017 av JYP Entertainment.

## Karriär
I september 2017 initierades projektet "Real! Project" i syfte att lansera gruppen. Inom ramen för projektet utgavs fyra singlar och ett debutalbum släpptes i september 2018. Den första singeln var "How Old R U", den andra var "Can't Stop" som släpptes 15 december 2017 och tredje singeln "Jump Up" släpptes 30 mars 2018. Den sista av de fyra singlarna, "Handz Up", gavs ut 12 juni 2018 och producerades av JYP:s grundare, Park Jin-young.  
Lanseringsprojektet avslutades 21 september 2018 med minialbumet Enough som innehöll de fyra singlarna och låten "Enough". Därefter släpptes låten "Stay Magical" (奇妙 里) 21 oktober 2018. Följande månad framförde Boy Story låten "For U" som tillägnades deras fanskara som kallas BOSS. Boy Story släppte sedan låtarna "Oh My Gosh", 29 mars 2019, och "Too Busy" i samarbete med Jackson Wang, 26 juli 2019. Deras andra album gavs ut 6 januari 2020 med titeln "I = U = WE 序".

## Medlemmar
| Artistnamn   | Artistnamn | Födelsenamn  | Födelsenamn | Födelsedatum     |
| Romanisering | Kinesiska  | Romanisering | Kinesiska   | Födelsedatum     |
| ------------ | ---------- | ------------ | ----------- | ---------------- |
| Hanyu        | 涵 予      | Jia Han Yu   | 贾涵予      | 20 maj 2004      |
| Zihao        | 梓 豪      | Li Zi Hao    | 李梓豪      | 22 oktober 2004  |
| Xinlong      | 鑫隆       | He Xin Long  | 贺鑫隆      | 11 mars 2005     |
| Zeyu         | 泽宇       | Yu Ze Yu     | 于泽宇      | 24 december 2005 |
| MingRui      | 明 睿      | Gou Ming Rui | 苟明睿      | 28 augusti 2006  |
| Shuyang      | 书 漾      | Ren Shu Yang | 任书漾      | 24 april 2007    |

## Diskografi

### Album
- Enough (EP-skiva), Släppt: 21 september 2018
- I=U=WE 序(Xu) (EP-skiva) Släppt: 6 januari 2020

### Singlar
| År   | Titel                             | Topplacering     | Topplacering |
| År   | Titel                             | Kina (Billboard) |              |
| ---- | --------------------------------- | ---------------- | ------------ |
| 2017 | "How Old R U"                     | 8                |              |
| 2017 | "Can't Stop"                      | 7                |              |
| 2018 | "JUMP UP"                         | 2                |              |
| 2018 | "Handz Up"                        | 30               |              |
| 2018 | "Enough"                          | 8                |              |
| 2018 | "奇妙 里 (Stay Magical)"          | —                |              |
| 2018 | "For U"                           | 15               |              |
| 2019 | "O My Gosh"                       | —                |              |
| 2019 | "Too busy"                        | —                |              |
| 2020 | "Intro: BOY STORY"                | —                |              |
| 2020 | "如果(Rú Guǒ) – If"               | —                |              |
| 2020 | "Energy"                          | —                |              |
| 2020 | "序告白(Xù Gào Bái) - Prologue"   | —                |              |
| 2020 | "Outro: 彼此(Bǐ Cǐ) - Each Other" | —                |              |
| 2020 | "Change"                          | —                |              |